# Puchar Świata w Zapasach 2015 – styl wolny mężczyzn
Zawody Pucharu Świata w 2015 roku w stylu wolnym rozegrano w dniach 11–12 kwietnia w Los Angeles (Stany Zjednoczone) w hali sportowej Kia Forum.

## Styl klasyczny

### Ostateczna kolejność drużynowa
| Poz. | Państwo           |
| ---- | ----------------- |
|      | Iran              |
|      | Stany Zjednoczone |
|      | Azerbejdżan       |
| 4.   | Rosja             |
| 5.   | Białoruś          |
| 6.   | Mongolia          |
| 7.   | Kuba              |
| 8.   | Turcja            |

### Grupa A
| Grupa A        |
| -------------- |
| 1. Iran        |
| 2. Azerbejdżan |
| 3. Białoruś    |
| 4. Turcja      |

Wyniki:
- Iran –  Azerbejdżan 7–1
- Iran –  Białoruś 8–0
- Iran –  Turcja 7–1
- Turcja –  Azerbejdżan 1–7
- Białoruś –  Azerbejdżan 2–6
- Turcja –  Białoruś 3–5

### Grupa B
| Grupa B              |
| -------------------- |
| 1. Stany Zjednoczone |
| 2. Rosja             |
| 3. Mongolia          |
| 4. Kuba              |

Wyniki:
- Stany Zjednoczone –  Rosja 4–4
- Stany Zjednoczone –  Mongolia 8–0
- Stany Zjednoczone –  Kuba 6–2
- Rosja –  Mongolia 5–3
- Rosja –  Kuba 4–4
- Mongolia –  Kuba 5–3

### Finały
- 7–8  Kuba –  Turcja 5–3
- 5–6  Mongolia –  Białoruś 3–5
- 3–4  Azerbejdżan –  Rosja 4–4
- 1–2  Iran –  Stany Zjednoczone 5–3

## Zawodnicy w poszczególnych kategoriach
| Waga   |                                           |                            |                               | 4                                  | 5                    | 6                          | 7                       | 8                         |
| ------ | ----------------------------------------- | -------------------------- | ----------------------------- | ---------------------------------- | -------------------- | -------------------------- | ----------------------- | ------------------------- |
| 57 kg  | Junes Sarmasti Hasan Rahimi               | Tony Ramos                 | Yaşar Əliyev Cəlal Süleymanov | Wiktor Rassadin Omak Siuriun       | Władisław Andriejew  | Damdinbadzryn Cogtbaatar   | Yowlys Bonne            | Sezer Akgül               |
| 61 kg  | Behnam Ehsanpur                           | Coleman Scott              | Hacı Əliyev                   | Murszyd Mutalimow Jegor Ponomariow | Dzianis Maksimau     | Batsajchany Nemechbajar    | Maikel Pérez            | Münir Recep Aktaş         |
| 65 kg  | Ahmad Mohammadi Masud Esma’ilpur          | Brent Metcalf              | Toğrul Əsgərov                | Achmied Czakajew Zaurbiek Sidakow  | Azamat Nurikow       | Gandzorigijn Mandachnaran  | Franklin Marén Castillo | Mustafa Kartal Safa Aksoy |
| 70 kg  | Hasan Jazdani                             | Nicholas Marable           | Rusłan Dibirgadżyjew          | Israił Kasumow                     | Żan Safian           | Batczuluuny Anchbajar      | Andy Moreno             | ----                      |
| 74 kg  | Morteza Rezaji Ghale Pejman Jarahmadi     | Jordan Burroughs           | Cəbrayıl Həsənov              | Isa Daudow Jakub Szychdżamałow     | Ali Szabanow         | Pürewdżawyn Önörbat        | Liván López             | Soner Demirtaş            |
| 86 kg  | Alireza Karimi Mejsam Mostafa Dżokar      | Ed Ruth Clayton Foster     | Aleksandr Gostijew            | Dauren Kuruglijew                  | Omargadży Magomiedow | Pürweegijn Ösöchbaatar     | Reineris Salas          | Serdar Böke               |
| 97 kg  | Reza Jazdani Mohammad Hosejn Mohammadijan | Jake Varner                | Şərif Şərifov                 | Jurij Biełonowski Azriet Szogienow | Iwan Jankouski       | Dordżchandyn Chüderbulag   | Javier Cortina          | İbrahim Bölükbaşı         |
| 125 kg | Komejl Ghasemi Parwiz Hadi                | Tervel Dlagnev Zachery Rey | Dżamaładdin Magomiedow        | Arsłanbiek Alijew Timur Kocojew    | Aleksiej Szemarow    | Dżargalsajchany Czuluunbat | Eduardo Mesa            | Tanju Gemici              |